# Trappistinnenabtei Tulebras
Die Trappistinnenabtei Tulebras ist seit 1151 ein spanisches Kloster zuerst der Zisterzienserinnen,  in Tudela, Navarra, seit 1157 zehn Kilometer südlich Tudela bei Cascante, und dort seit 1957 der Trappistinnen.

## Geschichte
Die Zisterzienserinnenabtei Fabas in Südfrankreich gründete 1151 im Erzbistum Pamplona y Tudela in Spanien die Abtei Santa María de la Caridad de Tulebras (caridad = Nächstenliebe), das erste zisterziensische Frauenkloster außerhalb Frankreichs. Das Kloster gründete im 12. Jahrhundert sechs Tochterklöster und hielt sich bis in die Gegenwart, seit 1957 als Trappistinnenabtei.

### Äbtissinnen des Trappistinnenklosters
- Ascensión Villafranca (1943–1963)
- Isabel Iñigo (1963–1975)
- Miren Garamendi (1975–1977)
- Hildegarda Diez de Ulzurrum (1977–1982)
- Margarita Barra (1983–2007)
- Maria Pilar Posonero (2007–2009)
- Augusta Tescari (2009–2011)
- Maria Pilar German Rojas (2011–)

### Gründungen
- 1160: Kloster Perales (Peugniez S. 823)
- 1169: Monasterio de Santa María de Gradefes
- 1170: Kloster Santa María de San Salvador (Cañas)
- 1173: Kloster Vallbona
- 1182: Kloster Trasobares
- 1187: Kloster Las Huelgas
- 1992: Kloster Esmeraldas (Santa María de la Esperanza, Ecuador)